# BMW G60
BMW G60 är en personbil i BMW 5-serien som den tyska biltillverkaren BMW presenterade i maj 2023. Leveranserna till kund beräknas börja i oktober 2023. Utöver förbränningsmotorer kommer modellen även som ren elbil.

## Motor
| Modell | Årsmodell | Motor                    | Cylindervolym | Effekt | Bränslesystem                      | Anm.        |
| ------ | --------- | ------------------------ | ------------- | ------ | ---------------------------------- | ----------- |
| 520d   | 2024-     | B47: 4-cyl radmotor DOHC | 1995 cm³      | 208 hk | Common rail turbodiesel            |             |
| 540d   | 2025-     | B57: 6-cyl radmotor DOHC | 2993 cm³      | 303 hk | Common rail turbodiesel            |             |
| 520i   | 2024-     | B48: 4-cyl radmotor DOHC | 1998 cm³      | 208 hk | Direktinsprutning, turbo           |             |
| 530i   | 2024-     | B48: 4-cyl radmotor DOHC | 1998 cm³      | 258 hk | Direktinsprutning, turbo           | Ej i Europa |
| 530e   | 2024-     | B48: 4-cyl radmotor DOHC | 1998 cm³      | 300 hk | Direktinsprutning, turbo + elmotor |             |
| 540i   | 2024-     | B58: 6-cyl radmotor DOHC | 2998 cm³      | 381 hk | Direktinsprutning, turbo           | Ej i Europa |
| 550e   | 2024-     | B58: 6-cyl radmotor DOHC | 2998 cm³      | 490 hk | Direktinsprutning, turbo + elmotor |             |
| M5     | 2025-     | S63: 8-cyl V-motor DOHC  | 4395 cm³      | 727 hk | Direktinsprutning, turbo + elmotor |             |
| i5 40  | 2024-     |                          |               | 340 hk | 1 elmotor                          |             |
| i5 M60 | 2024-     |                          |               | 601 hk | 2 elmotorer                        |             |